# Liste der Bischöfe von Oria
Die folgenden Personen waren Bischöfe von Oria (Italien):
- Reparato 606–?
- Magelpoto
- Paolo I.
- Teodosio ca. 865 bis ca. 895
- Johannes I. 952–980
- Andrea I. ?–980
- Paone 980–983
- Gregor I. 987–996
- Johannes II. 996 bis ca. 1038
- Leonard oder Nardo
- Eustachio 1050–1071
- Gregor II. 1074 bis ca. 1080
- Godino 1085–1098
- Union mit dem Erzbistum Brindisi (1098–1591)
- Baldovino ?–1101
- Niccoló 1101–1104
- Guglielmo I. 1105–1116
- Giuliano 1118–1119
- Bailardo
- Lupone 1144–1173
- Guglielmo II. 1173–1181
- Pietro 1182–1192
- Gerardo I. 1196–1215
- Peregrino I. 1216–1226
- Pietro da Bisignano 1227–1237
- Pietro Paparone 1239–1262
- Peregrino II. 1264–1287
- Adenolfo 1288–?
- D.L. Jaffis 1302–?
- Andrea II. 1305–1310
- Bartolomeo 1311–1320
- Bertrando 1322–1335
- Guglielmo III. 1337–1342
- (Guglielmo IV.) ? – ?
- Gerado Galletta 1343–1347
- Giovanni II. 1348–1352
- Berardino 1353–1357
- (Guglielmo) ? – ?
- Martino 1378–1381
- Riccardo 1383–1408
- Vittorio 1409–1410
- Paolo II. 1410–1423
- (Aragonio) ? – ?
- (Pietro Gattula) ? – ?
- Pietro S. Biasi 1424–1425
- Goffredo 1426–1463
- Goffredo de Arenis 1465–1484
- Roberto Pisciello 1484–1512
- Domenico Idiaques 1512–1518
- Giovanni Pietro Carafa 1519–1520
- Girolamo Aleandro 1521–1542
- Francesco Aleandro 1543–1560
- Giovanni Carlo Bovio 1562–1570
- Berardino Figueroa 1572–1586

- Vincenzo del Tufo 1596–1600
- Lucio Fornari 1601–1618
- Cam Carnevali ? – ?
- Giandomenico Ridolfi 1619–1630
- Marco Antonio Parisio 1631–1649
- Raffaele de Palma 1650–1674
- Carlo Cuzzolino 1675–1690
- Tommaso Maria Francia 1690–1719
- Giambattista Labanchi 1720–1745
- Castrese Scaia 1746–1755
- Francesco Antonio de Los Rejes 1756–1769
- Giovanni Capece 1770–1772
- Enrico Celaja 1772–1780
- Alessandro Maria Kalefati 1781–1794
- Fabrizio Cimino 1798–1818
- Francesco Saverio Triggiani 1818–1829
- Michele Lanzetta 1829–1832
- Giandomenico Guida 1833–1848
- Luigi Margarita 1851–1887
- Tommaso Montefusco 1887–1895
- Teodosio Maria Gargiulo 1895–1902
- Antonio di Tommaso (1903–1947)
- Alberico Semeraro (1947–1978)
- Salvatore De Giorgi (1978–1981) (dann Erzbischof von Foggia)
- Armando Franco (1981–1997)
- Marcello Semeraro (1998–2004) (dann Bischof von Albano)
- Michele Castoro (2005–2009)
- Vincenzo Pisanello (seit 2010)